# Pediculus
Pediculus is een geslacht van dierluizen uit de familie van de Pediculidae.

## Soorten
- Pediculus humanus
  - Pediculus humanus capitis De Geer (Hoofdluis)
  - Pediculus humanus corporis  (Kleerluis)